# Stenoponia tokudai
Stenoponia tokudai är en loppart som beskrevs av Sakaguti et Jameson 1959. Stenoponia tokudai ingår i släktet Stenoponia och familjen mullvadsloppor. Inga underarter finns listade i Catalogue of Life.